# Pierre de Maricourt
Pierre Pelerin de Maricourt, noto anche come Petrus Peregrinus de Maricourt (Maricourt, XIII secolo – XIII secolo), è stato uno scienziato francese.
A lui si deve il merito di aver individuato per primo i poli magnetici inseparabili, che chiamò polo Nord e polo Sud.
La sua opera fondamentale, stampata per la prima volta nel 1558, è l’Epistola de magnete, una lettera indirizzata probabilmente ad un suo conoscente, Sigero di Foucaucourt. Essa è divisa in due parti, una prettamente teorica ed una pratica. Maricourt rigettò la teoria della repulsione tra poli omonimi, mentre enunciò correttamente il metodo della magnetizzazione per contatto.
Nella seconda parte è contenuta la procedura per la costruzione di una rudimentale bussola, costituita da un ago magnetizzato semivincolato ad un perno cilindrico; l'ago indicherebbe il polo Nord. Maricourt non era tuttavia conscio della declinazione magnetica, il che costituisce una delle maggiori falle della sua teoria.

## Opere
- De magnete, seu rota perpetui motus, libellus, Augsburgi in Svevis, 1558.